# Santibáñez de la Peña (kommunhuvudort)
Santibáñez de la Peña är en kommunhuvudort i Spanien.   Den ligger i provinsen Provincia de Palencia och regionen Kastilien och Leon, i den norra delen av landet, 280 km norr om huvudstaden Madrid. Santibáñez de la Peña ligger 1 114 meter över havet och antalet invånare är 1 365.
Terrängen runt Santibáñez de la Peña är kuperad norrut, men söderut är den platt. Runt Santibáñez de la Peña är det mycket glesbefolkat, med 3 invånare per kvadratkilometer. Närmaste större samhälle är Guardo, 9,9 km väster om Santibáñez de la Peña. Trakten runt Santibáñez de la Peña består i huvudsak av gräsmarker.